# 泰始 (程道養)
泰始（432年—437年四月）是南朝時期益州起事者、蜀王程道養的年號，共計5年餘。

## 改元
- 元嘉九年——趙廣擁立程道養為蜀王，建元泰始元年。[3][4][5]
- 泰始六年——四月，宋將王道恩斬殺程道養。[3][4][6]

## 纪年
| 泰始 | 元年  | 二年  | 三年  | 四年  | 五年  | 六年  |
| ---- | ----- | ----- | ----- | ----- | ----- | ----- |
| 公元 | 432年 | 433年 | 434年 | 435年 | 436年 | 437年 |
| 干支 | 壬申  | 癸酉  | 甲戌  | 乙亥  | 丙子  | 辛未  |

## 同期存在的其他政权年号
- 中國
  - 元嘉（424年－453年）：南朝宋—宋文帝刘义隆之年号
  - 義和（431年－433年）：北凉—沮渠蒙逊之年号
  - 承和（433年－439年）：北凉—沮渠牧犍之年号
  - 延和（432年－435年）：北魏—魏太武帝拓跋燾之年号
  - 太兴（431年－436年）：北燕—冯弘之年号
  - 太延（435年－440年）：北魏—魏太武帝拓跋燾之年号

## 參看
- 中國年號索引
- 其他时期使用泰始的年号

## 深入閱讀
- 李崇智. . 北京: 中華書局. 2004年12月. ISBN 7101025129.